# Seznam krajev Unescove svetovne dediščine v Bolgariji
Organizacija Združenih narodov za izobraževanje, znanost in kulturo (UNESCO) imenuje kraje svetovne dediščine, ki so pomembni kot svetovna naravna ali kulturna dediščina. Kraje svetovne dediščine ureja Unescova konvencija iz leta 1972.
Kulturno dediščino sestavljajo spomeniki, kot so arhitekturna dela, monumentalne skulpture ali napisi, skupine zgradb in najdišča, vključno z arheološkimi najdišči. Kot naravna dediščina so opredeljene naravne znamenitosti, kot so fizične in biološke tvorbe, geološke in fiziografske tvorbe, vključno s habitati ogroženih vrst živali in rastlin, ter naravne znamenitosti, ki so pomembne z vidika znanosti, ohranjanja ali naravne lepote.
Bolgarija je konvencijo sprejela 7. marca 1974. Leta 2021 je imela na seznamu deset krajev. Prvi štirje – Bojanska cerkev, Madarski konjenik, Ivanovske skalne cerkve in Tračanska grobnica v Kazanlăku – so bil na seznam vpisani leta 1979. Naslednji štirje so bili vpisani leta 1983, eden leta 1985 in zadnji leza 2017. Sedem krajev spada med kulturne, trije pa med naravne znamenitosti. Starodavne prvobitne bukove gozdove Karpatov in drugih delov Evrope Bolgarija deli z enajst drugimi evropskimi državami. Na seznamu kandidatov ima Bolgarija šestnajst krajev.

## Seznam
Unesco uvršča mesta po deset kriterijih. Vsako mesto mora izpolniti vsaj en kriterij. Kriteriji od i do vi so kulturni, kriteriji od vii do x pa naravni.
| Kraj                                                                 | Slika                                                 | Lokacija            | Leto vpisa | Referenčna številka in kriterij | Opis |
| -------------------------------------------------------------------- | ----------------------------------------------------- | ------------------- | ---------- | ------------------------------- | --- |
| Bojanska cerkev                                                      | Church interior with frescos                          | Sofija              | 1979       | 42; ii, iii (kulturni)          | Bolgarska pravoslavna Bojanska cerkev na zahodnem obrobju Sofije je sklop treh zgradb. Prva je bila zgrajena v 10. stoletju, druga v 13. in tretja v začetku 19. stoletja. Stenske slike iz vseh obdobij so bile v celoti ali delno ohranjene in v 21. stoletju skrbno obnovljene. Freske iz sredine 13. stoletja, naslikane po naročilu carja Kalojana in njegove žene Desislave, veljajo za najdragocenejšo umetnino v kompleksu.                                          |
| Madarski konjenik                                                    | Rock relief of a rider                                | Oblast Šumen        | 1979       | 43; i, iii (kulturni)           | Madarski konjenik je skalni relief s podobo viteza na konju, ki ubija leva. Spremljata ga ptič in pes. Relief je visok 23 metrov in vklesan v sto metrov visoko steno v bližini vasi Madara. Izklesan je bil v začetku 8. stoletja, ko je bila Madara sveto mesto Prvega bolgarskega cesarstva. Blizu reliefa je napis v srednjeveški grščini, ki opisuje dogodke v zgodnji bolgarski državi in njene kane.                                                                  |
| Tračanska grobnica v Kazanlăku                                       | Ce                                                    | Oblast Stara Zagora | 1979       | 44; i, iii, iv (kulturni)       | Kаzanlăška grobnica je iz helenističnega obdobja s konca 4. stoletja pr. n. št. Ima obliko čebeljega panja (tholos) z ozkim prehodom in okroglo grobnico. Freske prikazujejo tračansko kulturo in pogrebne obrede. Grobnica je del večje nekropole v bližini tračanskega mesta Sevtopolis, prestolnice kralja Sevta III. Odkrita je bila leta 1944. Freske so presenetljivo dobro ohranjene.                                                                                 |
| Ivanovske skalne cerkve                                              | Fresco depicting a Biblical scene                     | Oblast Ruse         | 1979       | 45; ii, iii (kulturni)          | V 12. stoletju so začeli puščavniki začeli cerkve, celice in samostane v pečinah nad reko Rusenski Lom blizu vasi Ivanovo v severni Bolgariji. Nekatere feske iz 14. stoletja, naslikane v času Drugega bolgarskega cesarstva, so najlepši primeri sloga Paleologov in tako po kompoziciji kot po motivih predstavljajo odmik od prejšnje bizantinske ikonografije. |
| Rilski samostan                                                      | Church with frescos, courtyard with tourists in front | Oblast Kjustendil   | 1983       | 216; vi (kulturni)              | Samostan je v 10. stoletju ustanovil sveti Ivan Rilski. Samostan je bil več stoletij pomembno duhovno in kulturno središče Bolgarije. Zlasti pomemben je bil med osmansko zasedbo Bolgarije. V 19. stoletju ga je uničil požar. V letih 1834 do 1862 je bil v času bolgarskega narodnega prebujanja povsem obnovljen. |
| Nesebăr                                                              | Brick orthodox church                                 | Oblast Burgas       | 1983       | 217; iii, iv (kulturni)         | Črnomorsko mesto Nesebăr se je začelo kot tračanska naselbina in v 6. stoletju pr. n. št. postalo grška kolonija. Največ starin v mestu je iz grškega obdobja. Mednje spadata akropola in Apolonov tempelj. V srednjem veku je bil Nesebăr pomembno bizantinsko krščansko središče. Iz tega obdobja so bazilika in mestne utrdbe. V 19. stoletju so se v mestu začele graditi lesene hiše v slogu bolgarskega narodnega preporoda.                                           |
| Naravni rezervat Srebǎrna                                            | Reeds at the coast, some birds                        | Oblast Silistra     | 1983       | 219bis; x (naravni)             | Jezero Srebǎrna in bližnja mokrišča ob Donavi so pomembno domovanje ptic, ki v njih gnezdijo, zimujejo ali jih imajo za vmesno postajo na svojih selitvah. v rezervatu so dokumentirali 178 vrst ptic, med njimi tudi nekaj svetovno ogroženih. V rezervatu je največja kolonija dalmatskih pelikanov v Bolgariji. Leta 2008 so se meja rezervata rahlo spremenile. |
| Pirinski narodni park                                                | View from above at mountains, forest, and a lake      | Oblast Blagoevgrad  | 1983       | 225bis; vii, viii, ix (naravni) | Narodni park v Pirinskih gorah sestavljajo različni gorski habitati od borovih gozdov in gorskih travnikov do visokih gora. Najvišji vrh je visok 2914 m. V parku domujeta tudi rjavi medved in volk. Meje parka so se leta 2010 razširile. |
| Sveštarska grobnica                                                  |                                                       | Oblast Razgrad      | 1985       | 359; i, iii (kulturni)          | Tračanska Sveštarska grobnica je iz 3. stoletja pr. n. št. Odkrita je bila leta 1982. Grobnica je redek primer tračanske arhitekture in ima izjemno odobro ohranjeno getsko okrasje, ki so ga navdihnili helenistični vplivi. Posebnost grobnice je deset kariatid – pol žensk pol rastlin. |
| Starodavni prvobitni bukovi gozdovi Karpatov in drugih delov Evrope* | Beech forest                                          | več krajev          | 2017       | 1133; ix (naravni)              | Prvobitni bukovi gozdovi služijo za preučevanje širjenja evropske bukve (Fagus sylvatica) na severni Zemljini polobli v različnih okoljih in okoljih v samem gozdu. Bolgarija gozdove deli z Albanijo, Avstrijo, Belgijo, Hrvaško, Nemčijo, Italijo, Romunijo, Slovaško, Slovenijo, Španijo in Ukrajino. Gozdovi so bili na seznam prvič vpisani leta 2007 v Romuniji in Ukrajini. Devet gozdov v Osrednjem balkanskem narodnem parku v Bolgariji je bilo dodanih leta 2017. |

## Seznam predlogov
Poleg krajev, ki so že uvrščeni na seznam svetovne dediščine, lahko države članice predlagajo tudi nove kraje, ki po njihovem mnenju izpolnjujejo pogoje za vpis na seznam svetovne dediščine. Vpis na ta seznam je mogoč le, če je bil kraj prej na seznamu predlogov.  Bolgarija ima od leta 2021 na seznamu predlogov šestnajst krajev.
| Kraj                                                                                       | Slika                                                    | Lokacija                                                | Leto vpisa | Unescovi kriteriji         | Opis |
| ------------------------------------------------------------------------------------------ | -------------------------------------------------------- | ------------------------------------------------------- | ---------- | -------------------------- | --- |
| Neolitski bivališči s popolnoma ohranjeno notranjo in gospodinjsko opremo ter pripomočki   |                                                          | Okraj Stara Zagora                                      | 1984       | iii, iv (kulturni)         | Nominacija zajema neolitski bivališči iz 6. tisočletja pr. n. št. v Stari Zagori. Obe sta izjemno so dobro ohranjeni in sta najboljši na svetu iz tistega obdobja. Na tem najdišču je bilo najdenih več gospodinjskih pripomočkov, vključno s posodo, okraski, kamnitim orodjem, ročnimi brusilniki in pečema. Nad bivališčema je zdaj zgrajen muzej, odprt za obiskovalce.                                   |
| Magura, jama z risbami iz bronaste dobe                                                    | Wall drawings depicting humans and animals               | Oblast Vidin                                            | 1984       | (kulturni)                 | Jama Magura v bližini vasi Rabiša ima več dostopnih dvoran in galerij. V bronasti dobi in zgodnji železni dobi je bila naseljena. V jami so ohranjeni stanki naselbine in stenske poslikave, ki so bile verjetno obredne narave. |
| Nicopolis ad Istrum                                                                        | Ruins of a gate and a street                             | Oblast Veliko Trnovo                                    | 1984       | iii, iv (kulturni)         | Mesto je ustanovil rimski cesar Trajan po dačanskih vojnah v začetku 2. stoletja n. št. Mesto je imelo pravokotno obliko in bilo obdano z utrjenim obzidjem. Kovalo je svoj denar. V bizantinskem obdobju je bilo sedež škofije, dokler ga niso v poznem 6. stoletju dokončno uničili Avari. |
| Poznoantična grobnica v Silistri                                                           | A small building in stone                                | Oblast Silistra                                         | 1984       | i, iii (kulturni)          | Rimska grobnica v Silistri je iz 4. stoletja n. št. Grobnica je redek dobro ohranjen primer poznoantičnega stenskega slikarstva. Vse stene grobnice so v celoti prekrite s freskami v tehniki fresco-secco. Friz, ki teče vzdolž sten grobnice, ima 11 plošč, na katerih so portreti sužnjev in suženj, ki svojim gospodarjem prinašajo različna darila in oblačila.                                          |
| Samostan Bačkovo                                                                           | Inner couryard of the monastery                          | Oblast Plovdiv                                          | 1984       | i, iv, vi (kulturni)       | Samostan je bil ustanovljen v 11. stoletju in je eden najstarejših samostanov na Balkanu. Predstavlja edinstveno kombinacijo treh srednjeveških kultur: bolgarske, bizantinske in gruzijske. Kostnica je iz prvotnega samostana, medtem ko je bila cerkev Svetih nadangelov zgrajena v 12. do 14. stoletju, samostanska obednica pa v 17. stoletju. V samostanu je ohranjenih več fresk iz različnih obdobij. |
| Melnik in samostan Rožen                                                                   | Rozhen Monastery with hills in the background            | Oblast Blagoevgrad                                      | 1984       | i, iv (kulturni)           | Nominacija obsega srednjeveško mesto Melnik, trdnjavo nad njim in bližnji samostan. V njihovi okolici so naravne peščena Melniške piramide. Samostan je bil ustanovljen v srednjem veku in ima ohranjene dele s freskami in lesenimi oltarji iz 16. do 19. stoletja. |
| Narodni park Rusenski lom                                                                  | Forest above the canyon                                  | Oblast Ruse                                             | 1984       | (naravni)                  | Soteska reke Rusenski Lom je dom več vrst ptic kot so sokol plenilec, egiptovski jastreb, planinski orel in rjasta kanja. |
| Staro mesto Plovdiv                                                                        | Partially reconstructed Roman theatre, view at the stage | Oblast Plovdiv                                          | 2004       | ii, iv, vi (kulturni)      | Mesto Plovdiv se nahaja na pomembnem koridorju, ki prečka Balkan. Naseljen je bil že v prazgodovini. Med mestnimi znamenitostmi so rimsko gledališče in stadion Filipopolisa iz klasične antike, ostanki iz srednjeveškega obdobja, hiše iz obdobja Osmanskega cesarstva in zgradbe v slogu bolgarskega narodnega preporoda.                                                                                  |
| Tračanska grobnica v Aleksandrovu                                                          | Fresco depicting boar hunting                            | Oblast Haskovo                                          | 2004       | i, ii, iii (kulturni)      | Tračanska grobnica pri vasi Aleksandrovo je bila zgrajena v drugi polovici 4. stoletja pr. n. št. Predsoba in soba sta okrašeni z dobro ohranjenimi freskami. Na njih so prizori lova na medveda in jelena. |
| Vračanski kraški naravni rezervat                                                          | Rocky scenery                                            | Oblast Vraca                                            | 2011       | vii, viii, ix, x (naravni) | Rezervat leži v zahodnem delu balkanskih gora in ima več kraških tvorb, kot so ponikalnica, soteske in jame. Pečine soteske Vraca dosegajo višino 450 m. Območje je tudi pomembno mesto biotske raznovrstnosti, saj na apnenčastem terenu rastejo sredozemske in subsredozemske rastlinske vrste daleč izven meja sredozemskega bazena.                                                                       |
| Skalne tvorbe v Belogradčiku                                                               | Rock formations                                          | Oblast Vidin                                            | 2011       | vii, viii (naravni)        | Nominacija zajema peščene in apnenčaste skalne tvorbe v bližini mesta Belogradčih v zahodni Bolgariji. Nekatere tvorbe so višje od 200 m, imajo različne oblike, nekatere podobne ljudem ali živalim. |
| Narodni park Osrednji Balkan                                                               | Trees in front, snow-covered mountains in the back       | Oblasti Loveč, Gabrovo, Sofija, Plovdiv in Stara Zagora | 2011       | vii, viii, ix, x (naravni) | Narodni park pokriva 85 km dolg odsek Balkana. Vsebuje različne habitate, vključno z gozdovi, travniki, gorskimi pašniki in skalnatimi vrhovi, visokimi do 2376 m. Območje vsebuje več pragozdov evropske bukve (Fagus silvatica) in je dom številnim endemičnim rastlinskim vrstam. |
| Naravni spomenik Pobiti Kamani                                                             | Rock formations                                          | Oblast Varna                                            | 2011       | vii, viii (naravni)        | Nominacija zajema več skupin apnenčastih skalnih tvorb, ustvarjenih z erozijo eocenskih sedimentov. Nahajajo se ob obali Črnega morja v puščavi podobni pokrajini. Teorija kaže, da so bile nekatere strukture oblikovane okoli naravnega hladnega izvira metana na oceanskem dnu. |
| Kraljeva nekropola tračanskega mesta Sevtopolis – razširitev Kazanlǎške tračanske grobnice | Tomb entrance, in stone                                  | Oblast Stara Zagora                                     | 2016       | i, ii, iii, iv (kulturni)  | Nominacija pomeni razširitev obstoječega kraja svetovne dediščine tračanske Kazanlaške grobnice. V nominaciji je naštetih osem grobnic. So del nekropole v bližini starodavnega traškega mesta Sevtopolis, prestolnice kralja Sevta III. Grobnice so iz 4. in 3. stoletja pr. n. št. in kažejo mešanico traških in helenističnega vpliva. Na sliki je tračanska grobnica Goljama Arsenalka.                   |
| Velika bazilika v Plovdivu s poznoantičnimi mozaiki                                        | Mosaic depicting birds at a fountain                     | Oblast Plovdiv                                          | 2018       | ii, iii, iv, vi (kulturni) | V tej nominaciji so bazilika in dve drugi zgradbi iz 2. do 6. stoletja iz Filipopolisa (današnji Plovdiv), pomembnega mesta iz obdobja Rimskega cesarstva. V 80. letih prejšnjega stoletja so bili v baziliki odkriti talni mozaiki, ki spadajo med največje zbirke zgodnjekrščanskih mozaikov, ohranjenih in situ.                                                                                           |
| Donavski limes*                                                                            | Ruins, brick arch                                        | več krajev                                              | 2020       | ii, iii, iv (kulturni)     | Ta mednarodna nominacija vsebuje več mest z rimskimi utrdbami ob reki Donavi. Na sliki so ruševine rimske utrdbe Ratiaria. |